# 夜空梅露
夜空梅露（日语：／ Yozora Mel */?）是日本的虛擬YouTuber、偶像，隸屬於Hololive一期生的成員之一，於2018年5月13日開始在YouTube上進行活動。

## 人物概述
夜空梅露是Hololive的一期生，但因為其出道時間比其他一期生更早，因此有「0.5期生」的稱呼。官方設定為吸血鬼，雖然是一位吸血鬼，但是她不喜歡血，反而喜歡櫻桃汁。
夜空梅露的角色設計者為あやみ。
直播內容以 ASMR 聞名，其中也會實況電子遊戲和歌曲，對粉絲的稱呼為「かぷ民」（卡噗民）。

## 活動歷史
夜空梅露於2018年5月13日開始在推特上活動，同日於YouTube上正式出道。
2019年4月2日，公布3D模型並进行直播。

2020年1月2日，正月服裝發布。

2024年1月16日，因為洩漏機密訊息給第三方，被COVER解除合約。同年3月1日，YouTube頻道與會員關閉。

## 解約事件
2024年1月16日COVER株式會社發布公告，「因夜空梅露在未經許可的情況下，將公司內部機密訊息洩漏給第三方，公司認為難以繼續提供管理與支援」，與夜空梅露本人經過討論後，雙方最終協商達成共識解約，並且感謝「大家從夜空梅露作為 hololive 一期生出道起，長達 5 年又 8 個月的支持，頻道則會在2月底關閉」。這是繼2022年2月24日潤羽露西婭後，再次有成員因為洩漏機密訊息遭到解約。但與潤羽露西婭不同的是，在Cover的允許下，夜空梅露透過X發佈聲明，表示自己「已經對輕率的行動深刻反省，對粉絲只能用這種方式道別感到抱歉。」此後夜空梅露的YouTube頻道雖保留，但頻道內所有影片及直播、社群內容皆全數刪除，已無法再觀看，僅於頻道簡介留下字樣。

## 參與活動

### 線上活動
- 会える！話せる！VTuberおしゃべりフェス 2019 夏＠東京（8月24日・8月28日、24日：東京都立産業貿易センター（日语：東京都立産業貿易センター）・28日：Zepp Namba）[21]
- ホロライブオンステージ - でいどり〜む-（10月6日、Veats Shibuya）[22]
- ホロライブ×ジョイポリス HAPPY PARTY（1月23日、ジョイポリス）[23]
- VTuber Fes Japan（日语：VTuber Fes Japan）「2021」DAY2（1月31日、川口総合文化センター（日语：川口総合文化センター））[24]
- hololive IDOL PROJECT 1st Live.『Bloom,』（日语：hololive IDOL PROJECT 1st Live.『Bloom,』）（2月17日、Niconico生放送・SPWN※）[25]
- hololive 1st Generation 3rd Anniversary LIVE「from 1st」（5月28日、SPWN※）[26]

### hololive production 全體直播
- hololive 1st fes. ノンストップ・ストーリー（日语：hololive 1st fes. ノンストップ・ストーリー）（2020年1月24日）[27]
- hololive 2nd fes. Beyond the Stage Supported By Bushiroad（日语：hololive 2nd fes. Beyond the Stage Supported By Bushiroad）STAGE1（2020年12月21日）[28]
- hololive 3rd fes. Link Your Wish Supported By ヴァイスシュヴァルツ（日语：hololive 3rd fes. Link Your Wish Supported By ヴァイスシュヴァルツ）DAY2（2022年3月20日）[29]
- hololive 4th fes. Our Bright Parade Supported By Bushiroad（日语：hololive 4th fes. Our Bright Parade Supported By Bushiroad）DAY2（2023年3月19日）[30][31]

### 網路動畫
- hololive ERROR（日语：hololive ERROR）（2022年、如月星夜[32]）

### 遊戲
- hololive ERROR（2022年、如月星夜）

### 合作
- 赤十字血液センター（日语：赤十字血液センター）（2019年8月9日 - 9月30日）[33]
- 唐吉訶德（2021年10月23日 - 11月21日）[34][35]。対象店舗でコラボグッズの販売などが行われた[34][35]。

## 音樂作品

### hololive IDOL PROJECT

#### 發行作品
|      | 發布日期       | 樂曲名稱                  | 數位媒體規格產品編號 | 備註 |
| ---- | -------------- | ------------------------- | -------------------- | ---- |
| 單曲 |                |                           |                      |      |
| 1    | 2019年9月16日  |                           | CVRD-001             |      |
| 2    | 2020年2月17日  | 夢見る空へ                | CVRD-002             |      |
| 3    | 2020年10月22日 | 今宵はHalloween Night!    | CVRD-011             |      |
| 4    | 2021年1月14日  | Candy-Go-Round            | CVRD-021             |      |
| 5    | 2021年2月19日  | あすいろClearSky          | CVRD-031             |      |
| 6    | 2021年3月13日  | Prism Melody              | CVRD-138             |      |
| 7    | 2022年8月19日  | 飛んでK！ホロライブサマー | CVRD-199             |      |
| 8    | 2022年8月22日  | ホロメン音頭              | CVRD-200             |      |

#### 專輯
|      | 發布日期      | 樂曲名稱 | 數位媒體規格產品編號 | 出版社                                 | ISBN              | 備註   |
| ---- | ------------- | -------- | -------------------- | -------------------------------------- | ----------------- | ------ |
| 單曲 |               |          |                      |                                        |                   |        |
| 1    | 2021年4月21日 | Bouquet  | HOLO-001             | シンコーミュージック・エンタテイメント | 978-4-40-103948-7 | [ 53 ] |

### 参加作品
|      | 發布日期       | 樂曲名稱 | 數位媒體規格產品編號 | 其他參與成員                            | 備註          |
| ---- | -------------- | -------- | -------------------- | --------------------------------------- | ------------- |
| 單曲 |                |          |                      |                                         |               |
| 1    | 2020年7月10日  |          | CVRD-045             | 亞綺·羅森塔爾、赤井心、白上吹雪、夏色祭 | [ 25 ] [ 54 ] |
| 2    | 2021年12月20日 |          | CVRD-100             | 癒月巧可                                | [ 55 ]        |

## 外部連結
- 夜空梅露在hololive的官方主頁 （页面存档备份，存于） （日語）
- YouTube上的頻道 （日語）
- 夜空梅露的X（前Twitter） （日語）
- 夜空梅露 （页面存档备份，存于） - Marshmallow （日語）